# Pierre Pérignon
dom Pierre Pérignon (Sainte-Menehould, 1639 – Hautvillers, 24 settembre 1715) è stato un monaco cristiano francese, appartenente all'ordine benedettino, spesso indicato, forse erroneamente, come l'inventore dello champagne. Una varietà di questa bevanda, il famoso Dom Pérignon, porta il suo nome.

## Biografia

### Giovinezza

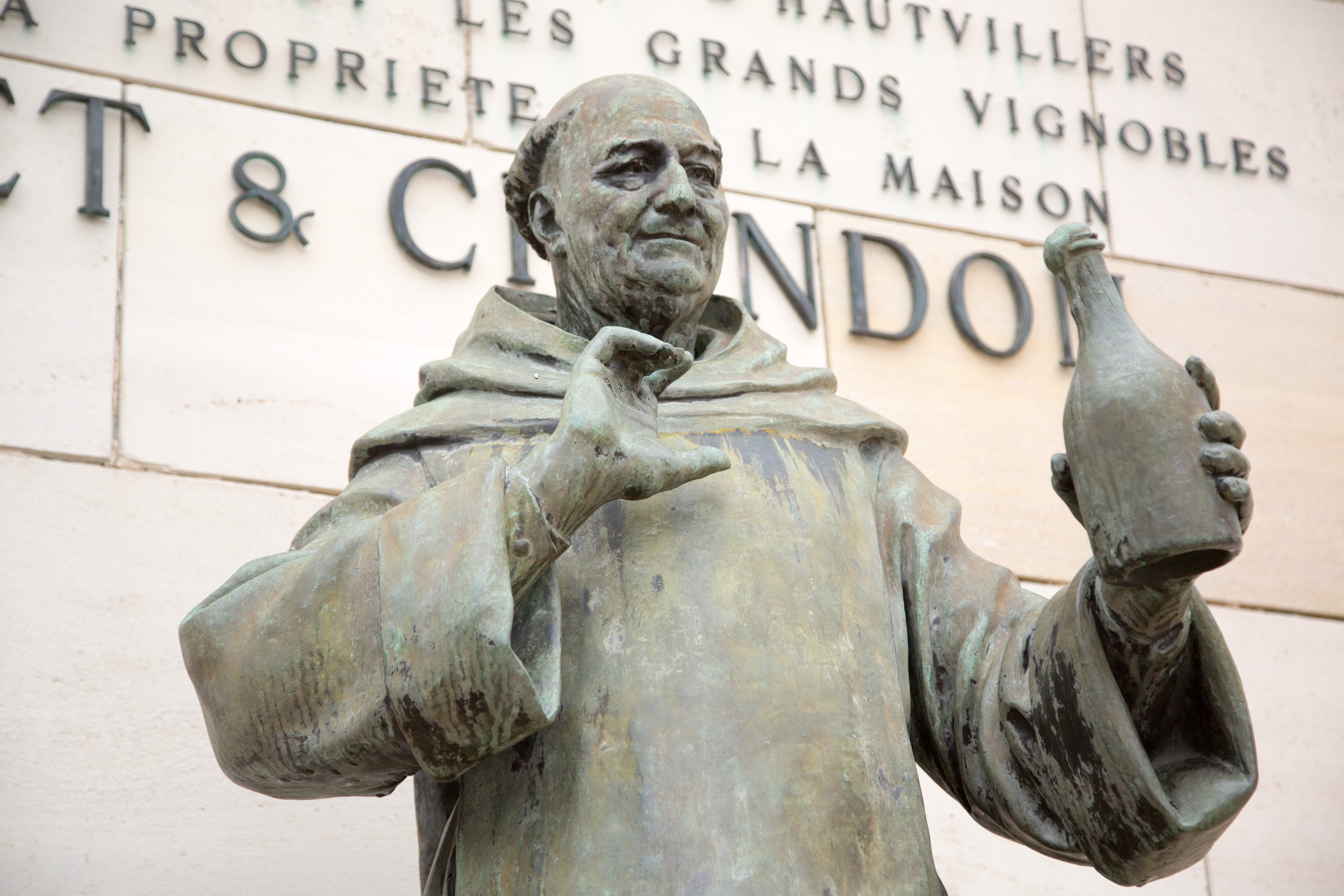
Statua di Pierre Pérignon davanti alla sede del Moët & Chandon

Pierre Pérignon era figlio del cancelliere di un giudice della città di Sainte-Menehould, nella regione francese della Champagne-Ardenne.
Pérignon crebbe nella sua città natale e in seguito divenne voce bianca nel coro dell'abbazia benedettina di Moiremont. Ammesso all'età di tredici anni nel collegio gesuita di Châlons, entrò nel 1656 nell'abbazia benedettina di Saint-Vanne, nelle vicinanze di Verdun, nel nord della Francia. Lì, fedele alla regola di San Benedetto, alternò lavoro manuale, lettura e preghiera, acquisendo col tempo solide conoscenze filosofiche e teologiche.
Nel 1668, all'età di trent'anni, si spostò presso l'abbazia di Saint-Pierre d'Hautvillers, a nord di Épernay, dove ricoprì l'incarico di cellario fino alla sua morte, nel 1715.

### Champagne

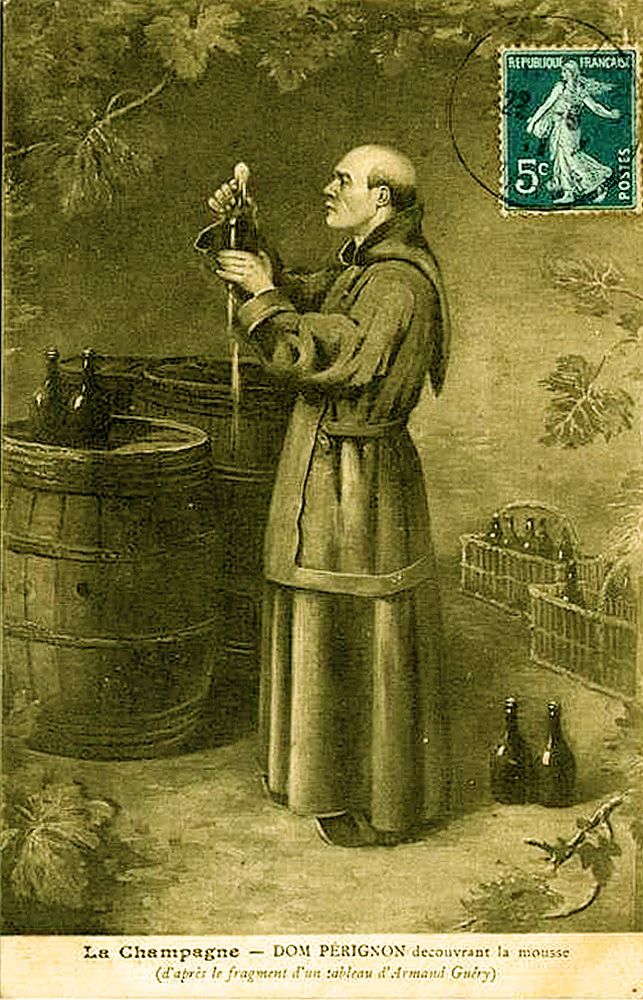
Dom Pérignon scopre la base dello Champagne

Nell'abbazia si occupò delle proprietà terriere, dei prodotti ivi coltivati e lavorati e in particolar modo delle vigne, dei torchi e delle cantine. Taluni ritennero che, attorno ai quarant'anni, egli abbia inventato, grazie a questo incarico, la bevanda che lo ha reso celebre: lo champagne. Secondo la leggenda, Dom Pérignon, nel corso di un pellegrinaggio all'abbazia di Saint-Hilaire (benedettina) scoprì il metodo di vinificazione dei vini effervescenti di Limoux. Tornato nella sua abbazia di Saint-Pierre d'Hautvillers, avrebbe sperimentato il metodo sui vini delle vigne della Champagne. Egli insegnò la sua tecnica all'erudito benedettino Thierry Ruinart, venuto a rendergli visita nel 1669.
Gli si attribuisce inoltre il primo utilizzo di tappi di sughero per tappare le bottiglie (in precedenza si utilizzavano stoppa e cera fusa).

### Morte
Dom Pierre Pérignon fu sepolto, con gli onori riservati agli abati, nel coro della chiesa abbaziale di Hautvillers.